# George Innes
George Innes, född 8 mars 1938 i Stepney i Tower Hamlets, London, är en brittisk skådespelare. Innes har spelat mindre roller i brittisk film och television sedan filmdebuten i Lögnhalsen 1963 till 1971, då han spelade tjänaren Alfred Harris i Herrskap och tjänstefolk. Innes är även känd för rollen som narren Wamba i filmen Ivanhoe (1982). Sedan dess har Innes varit efterfrågad som karaktärsskådespelare både i USA och Storbritannien.

## Filmografi i urval
- 1963 – Lögnhalsen
- 1969 – Den vilda biljakten
- 1970 – Den sista dalen
- 1971–1973 – Herrskap och tjänstefolk (TV-serie)
- 1977 – En bro för mycket
- 1979 – Quadrophenia
- 1980 – Shōgun (TV-serie)
- 1982 – Ivanhoe (TV-film)
- 1984 – Dödligt alibi
- 2001 – The Life and Adventures of Nicholas Nickleby
- 2001 – Morden i Midsomer, Who Killed Cock Robin
- 2003 – Master and Commander - Bortom världens ände
- 2007 – Elizabeth: The Golden Age